# Berceruelo
Berceruelo – gmina w Hiszpanii, w prowincji Valladolid, w Kastylii i León, o powierzchni 13,94 km². W 2011 roku gmina liczyła 40 mieszkańców.